# Frank Stelzer
Frank Stelzer (* 4. Februar 1934 in Görlitz; † 12. Mai 2007 in Oberursel) war ein deutscher Erfinder.

## Leben
Stelzer war Autodidakt. Er bezeichnete sich als „Freier Erfinder“. Er entwickelte einen neuartigen Zweitakt-Freikolbenmotor in zylindrisch-gestreckter, zweiseitig-symmetrischer Bauweise, den nach ihm benannten Stelzer-Motor.
Er besaß zahlreiche Patente. Im Zusammenhang mit seinen Vermarktungsversuchen saß Stelzer in den 1980er Jahren vorübergehend unter Betrugsverdacht in Untersuchungshaft. Aus steuerlichen Gründen hatte Stelzer auch jahrelang einen Wohnsitz in Irland, die irische Regierung subventionierte die Entwicklung seines Motors.
Frank Stelzer wurde am 22. Mai 2007 auf dem Waldfriedhof in Bad Homburg beigesetzt.

## Werk
Frank Stelzer entwickelte den nach ihm benannten und durch ihn patentierten „Stelzer-Motor“. Hierbei handelt es sich um einen 2-Takt-Verbrennungsmotor in der Ausführung als Freikolbenmotor.
Der Stelzer-Motor besitzt in der einfachsten Ausführung nur ein bewegliches Teil: den Freikolben. Dieser Freikolben ist als Stufenkolben ausgeführt und steuert den Ladeprozess mit zündfähigem Gemisch und das Ausstoßen der verbrannten Gase. Der von ihm hergestellte Linear-Strom-Generator hat in zahlreichen Läufen seine Praxistauglichkeit gezeigt. Der Stelzer-Motor ist seit den siebziger Jahren in Erprobung. Eine Serienfertigung wurde angestrebt. Der Abschluss eines Lizenzvertrages mit dem Iran stand unmittelbar vor dem Abschluss. Durch seinen Tod kam es nicht mehr dazu.
Frank Stelzer setzte im Wesentlichen die Arbeit von Hugo Junkers fort, die dieser 1933 aufgeben musste. Auch Hugo Junkers träumte von einem leistungskräftigen Freikolbenmotor zur elektrischen Energiegewinnung, und er scheiterte dabei an den gleichen Schwierigkeiten wie Frank Stelzer. Im Gegensatz zu Frank Stelzer hatte Professor Junkers aber auf vielen anderen Gebieten durchschlagenden Erfolg.